# Авакян, Вардкес Айкович
Вардкес Айкович Авакян (14 декабря 1931, Гемур, Нахичеванская АССР — 12 августа 2024, Челябинск) — советский и российский скульптор, член Союза художников СССР (1960). Народный художник Российской Федерации (2003), почётный гражданин Челябинска (2020).

## Биография
Родился 14 декабря 1931 года в с. Гемур Нахичеванской АССР. Учился в Ереванском художественном училище им. Ф. П. Терлемезяна (1954) на скульптурное отделении, где его наставниками были Е. Вартанян, Т. Мирзоян, Г. Чубарян, А. Саркисян. Окончив училище с отличием, провалил экзамен в институт. Вместе с другом поехал в Москву, после — в Ленинград.
Первая скульптура — «На допросе» представляла собой связанную девушку. Узнав, что на реке Коелга недалеко от Челябинска находится крупнейшее в России (и одно из крупнейших в мире) месторождение мрамора, в 1956 году приехал в Челябинск, где начинал работать скульптором-бутафором в Челябинском театре оперы и балета; первая мастерская находилась в бомбоубежище в подвале театра. Первый успех ему принесли скульптурные композиции «Целинник» (1958), «Студентка на стройке» (1958), выставленные в Московском Манеже, а также «Рабочая трибуна» (1976), «Сварщик-верхолаз» (1977). Среди его монументальных скульптур, установленных в Челябинске, выделяются памятник академику И. В. Курчатову (1986, арх. В. Л. Глазырин, Б. В. Петров, И. В. Талалай), памятник Прокофьеву (2000, арх. Е. В. Александров), скульптурные образы «Скорбь» (1970), «Над пропастью» (1987), «Репрессии» (1990).
Скончался 12 августа 2024 года в больнице Челябинска в возрасте 92 лет.

## Творчество
Автор около двухсот мраморных скульптур.

### Памятники
- Монумент Победы (чугун, мрамор) г. Копейск, 1965[10]
- Памятник В. И. Ленину (гранит) г. Копейск, 1970[11]
- Памятник Врачу (гранит) г. Челябинск, 1980 (установлен в 2005)[12]
- Памятник И. В. Курчатову (гранит), площадь Науки, г. Челябинск, 1986
- Студент (бронза) г. Челябинск, площадь перед главным учебным корпусом Южно-Уральского государственного университета, 1994[13]
- Памятник С. С. Прокофьеву (бронза) г. Челябинск, 2000[14]
- Прометей и Слава (бронза) г. Челябинск, фасад главного учебного корпуса ЮУрГУ, 2003[13]
- Памятник М. И. Глинке (бронза), 2004[1]
- Памятник Я. П. Осадчему (бронза, гранит) г. Челябинск, 2005[15].

### Станковые произведения (находящиеся в общественном доступе)
- Земля. (мрамор) 1971 Челябинский государственный академический театр драмы, г. Челябинск
- На волнорезе. (мрамор) 2003 Музей искусств, г. Челябинск
- Муза. (мрамор) 1998 Концертный зал областной филармонии, г. Челябинск
- Тревожная. (мрамор) 1970 Челябинский государственный академический театр драмы, г. Челябинск
- Мария (из балета «Бахчисарайский фонтан»). (мрамор) 1971, Челябинский государственный академический театр драмы, г. Челябинск
- Скорбь. (мрамор) 1991 Академия культуры и искусств, г. Челябинск
- Меланхолия. (мрамор) 1993 Музей искусств, г. Челябинск[3]
- У фонтана (мрамор), 2007, учебный корпус 3бв ЮУрГУ, г. Челябинск.
- Весна. (мрамор) 2001 Челябинский государственный академический театр драмы, г. Челябинск
- Солнечный день. (мрамор) 1970 Женская консультация городской клинической больницы № 1, г. Челябинск
- Мраморные бюсты профессоров Южно-Уральского государственного университета (1999—2004) Челябинск, главный учебный корпус ЮУрГУ[16]:
  - Профессор А. Г. Бургвиц (2002).
  - Профессор Н. Л. Духов (2004)
  - Профессор Ю. Д. Лифшиц (2004).
  - Профессор В. В. Мельников (1999).
  - Профессор А. Н. Морозов (2001).
  - Профессор А. А. Оатул (2003).
  - Профессор А. Я. Сычёв (2000).
- Копейский шахтёр Ганкевич. (мрамор) 1976 Музей искусств, г. Челябинск
- Лиля. (мрамор) 1964 Музей искусств, г. Челябинск
- Изгнанники. (мрамор) 1971 Челябинский государственный академический театр драмы, г. Челябинск
- Икар и Танатос. (мрамор) 2003 Музей искусств, г. Челябинск
- Победа. (мрамор) 1985 Музей копейского машиностроительного завода им. Кирова, г. Копейск Челябинской области

### Персональные выставки
- Первая персональная выставка — Челябинская областная картинная галерея, 1996[17]
- Вторая персональная выставка — Челябинская областная картинная галерея, 2003[17][18]

## Награды и звания
- Лауреат областной премии Ленинского комсомола «Орлёнок» (1979)[3]
- Народный художник Российской Федерации (2003)[2][3]
- Заслуженный художник РСФСР (1975)
- Орден Знак Почёта (1986)[3]
- Медаль «За доблестный труд»[3]
- Член Союза художников СССР (1960)
- Лауреат премии имени Г. С. Мосина (Екатеринбург) «За большой вклад в культуру Урала» (1996)[3]
- Член правления СХ СССР, член правления СХ РСФСР, секретарь правления СХ РСФСР; член экспертного совета по скульптуре при СХ РСФСР, член комиссии СХ РСФСР «Наука, космос, физкультура и спорт в изобразительном искусстве»; член зонального выставкома, член правления ЧОСХ, член художественного совета при Челябинском облисполкоме; делегат 5-го и 6-го съездов художников СССР; депутат Челябинского горсовета, депутат Челябинского областного Совета (1989).